# Saint Jean-Baptiste allongé
Saint Jean-Baptiste allongé (en italien San Giovanni sdraiato) est un tableau conservé dans une collection privée de Munich. Certains auteurs l'attribuent à Caravage, qui l'aurait peint en 1610: ce serait dans ce cas l'une des sept versions du peintre sur ce thème. Mais cette attribution ne fait pas l'unanimité parmi les spécialistes.

## Attribution à Caravage
L'auteur australien Peter Robb l'accepte dans sa biographie controversée de Caravage en 1998. Toutefois, les spécialistes les plus reconnus du peintre comme Mina Gregori, Catherine Puglisi ou encore Sybille Ebert-Schifferer ne l'intègrent pas à leur catalogue.